# Distrito eleitoral
Círculo eleitoral, também referido como distrito eleitoral, circunscrição eleitoral e zona eleitoral, é uma divisão territorial criada para fins eleitorais, a cujos eleitores inscritos corresponde um determinado número de mandatos, previamente definido, no órgão a eleger. Portanto, correspondem a critérios demográficos para organizar as eleições.
Os círculos eleitorais podem corresponder à organização administrativa, a solução mais comum nos países que não usam círculos uninominais (isto é que elegem apenas um representante), ou serem demarcados especificamente para fins eleitorais.
A dimensão do círculo pode ir da simples freguesia, município ou unidade semelhante, como ocorre nas eleições autárquicas, até à totalidade do território nacional, como ocorre em Portugal nas eleições para o Parlamento Europeu.
Quando os círculos são plurinominais, é em geral utilizado um método de distribuição proporcional dos mandatos para garantir que o número de eleitos de cada lista reflete adequadamente a proporção dos votos recebidos. Estes métodos contêm por vezes provisões de discriminação positiva em relação às minorias, facilitando a atribuição de pelo menos um mandato, embora também seja comum a existência de um valor limiar, normalmente fixado em percentagem do voto válido, que exclui de consideração as listas que o não atinjam. Uma dessas formas mais comuns, de distribuição proporcional dos mandatos, é o método de Hondt.
A fixação dos círculos eleitorais é em geral controversa, pois pode determinar a priori o resultado final de uma eleição, pelo que esta matéria costuma ser reservada para a Constituição dos Estados ou para leis especiais que apenas podem ser aprovadas com maiorias qualificadas e em certos períodos bem definidos.

## Em Portugal
Estas zonas são divididas começando da zona menor para a maior, ou seja começa na freguesia (a menor zona), depois o concelho, o distrito e por fim todo o país.
As eleições levadas:
- Freguesia: vota-se para Assembleia de Freguesia.
- Município: vota-se para a Assembleia Municipal e Câmara Municipal.
- Distrito: vota-se para a Assembleia da República.
- País: vota-se para o Presidente da República e Parlamento Europeu.

No caso das Regiões Autónomas dos Açores e da Madeira a hierarquia é a seguinte:
- Freguesia, concelho, ilha, região autónoma, e por fim o país.

Nesta caso a região autónoma equivale ao Distrito.
Os deputados à Assembleia da República são eleitos por 22 círculos eleitorais. No continente correspondem atualmente aos distritos. Existem dois círculos nas Regiões Autónomas e ainda um para os cidadãos portugueses residentes na Europa e outro para os que residem fora da Europa.
Para as eleições legislativas de 2019, os deputados distribuídos por círculo eleitorias foram os seguintes:
| Círculo eleitoral                   | Deputados | Mapa                                    |
| ----------------------------------- | --------- | --------------------------------------- |
| Lisboa                              | 48        |                                         |
| Porto                               | 40        |                                         |
| Braga                               | 19        |                                         |
| Setúbal                             | 18        |                                         |
| Aveiro                              | 16        |                                         |
| Leiria                              | 10        |                                         |
| Coimbra, Faro e Santarém            | 9         |                                         |
| Viseu                               | 8         |                                         |
| Madeira e Viana do Castelo          | 6         |                                         |
| Açores e Vila Real                  | 5         |                                         |
| Castelo Branco                      | 4         |                                         |
| Beja, Bragança, Évora e Guarda      | 3         |                                         |
| Portalegre, Europa e Fora da Europa | 2         | Mapa das eleições legislativas de 2022. |

Há quem considere, nomeadamente Nuno Garoupa, que este sistema eleitoral junto ao Método D'Hondt contraria a lei da Constituição portuguesa.

## No Brasil
A fim de organizar o eleitorado brasileiro, disperso nos mais de 5.000 (cinco mil) municípios deste País, a legislação houve por bem fazer uma divisão territorial e política do eleitorado. Assim, o Código Eleitoral fala em circunscrição eleitoral, zona eleitoral e seção eleitoral. Por seu turno, as zonas eleitorais são unidades territoriais de natureza administrativo-jurisdicional, presididas pelos juízes eleitorais. É a menor fração de nosso território com jurisdição eleitoral, mas não corresponde necessariamente nem aos limites de um municípios ou de uma comarca, Há Zonas que abrangem mais de um município ou comarca e há municípios e comarcas que possuem várias zonas. Como visto, é nelas que atuam juízes e promotores eleitorais.
No Brasil no geral as eleições são levadas da seguinte forma:
- Município: vota-se para a Prefeitura Municipal e Câmara Municipal.
- Estado: vota-se para o Governo do Estado, Assembleia Legislativa e Congresso Nacional (Senado e Câmara dos Deputados)
- Distrito Federal: vota-se para o Governo do Distrito Federal, Câmara Legislativa e Congresso Nacional (Senado e Câmara dos Deputados)
- União Federal (país): vota-se para o Presidente da República.

Por exemplo, durante o período eleitoral, um brasileiro com endereço eleitoral na Bahia não votaria em candidatos para deputados federais ou senadores do Rio de Janeiro, mesmo que seja uma eleição para um cargo político de nível de federal.
Os candidatos a Presidência da República são os únicos que recebem os votos de todos os brasileiros, independente de endereço eleitoral. 
No Brasil, o mais próximo das Assembleias de Freguesia de Portugal seriam a figura do presidente de bairro e as associações de moradores, no entanto, diferente do que ocorre em Portugal, estas não fazem parte do aparelho estatal brasileiro.